# Langhandsigaar
De langhandsigaar (Sigara longipalis) is een wants uit de familie van de Corixidae (Duikerwantsen). De soort werd het eerst wetenschappelijk beschreven door John Reinhold Sahlberg in 1878.

## Uiterlijk
De donkerbruine duikerwants is altijd langvleugelig en kan 7 tot 8 mm lang worden. Het halsschild is net als de voorvleugels donkerbruin, heeft acht of negen gele, soms regelmatige, soms gespleten dwarsstrepen en scherpe hoeken aan de zijkant. Op de voorvleugels bevinden zich dwarslijnen die regelmatig zijn bij het begin van de clavus en daarna onregelmatig. Deze dwarsstrepen zijn op het middendeel van de vleugels golvend en onderbroken door een zwarte lijn in de lengte en onregelmatig. Tussen het verharde deel en het doorzichtige deel van de vleugels loopt
een gele lijn. De kop en de pootjes zijn in zijn geheel geel. De mannetjes zijn alleen van de groothandsigaar (Sigara falleni) te onderscheiden aan de hand van de tarsus van de voorpoten. De vrouwtjes zijn niet te onderscheiden van de groothandsigaar (Sigara falleni) en de oostelijke sigaar (Sigara iactans). De nimfen zijn ook niet te onderscheiden van de grote sigaar (Sigara distincta).

## Leefwijze
De soort overleeft de winter als imago en er is één generatie in het jaar, waarschijnlijk onder gunstige omstandigheden een tweede. Ze geven de voorkeur aan grotere stilstaande wateren op zandgronden.

## Leefgebied
De wants is in Nederland zeldzaam. Ze komen verder voor van Oost-Siberië, oostelijk tot in China tot Noordwest-Europa met uitzondering van de Britse eilanden.